# Plinia caricensis
Plinia caricensis är en myrtenväxtart som beskrevs av Ignatz Urban. Plinia caricensis ingår i släktet Plinia och familjen myrtenväxter. Inga underarter finns listade i Catalogue of Life.